# Festival italiano
Festival italiano è stato un festival musicale andato in onda su Canale 5 per due edizioni, nel 1993 e 1994, improntato sulla falsariga del Festival di Sanremo.
Gli artisti si esibivano dal vivo, accompagnati da un'orchestra diretta da Vince Tempera.

## Prima edizione (1993)
La prima edizione andò in onda in prima serata su Canale 5 il 27, il 28 e il 29 ottobre 1993. Conduttore fu Mike Bongiorno  affiancato da Paola Barale e con la partecipazione di Gene Gnocchi per la parte comica. Ospiti furono Paul Young, Lisa Stansfield e Céline Dion. Vincitori risultarono gli 883 e Fiorello con il brano Come mai.

### Cantanti partecipanti
- 883 e Fiorello - Come mai
- Al Bano e Romina Power - Il mondo degli angeli
- Alessandro Canino - Ti mancherò
- Antonio Decimo con Amedeo Minghi - L'inverno non è qui
- Drupi - Avrei bisogno di te
- Gerardina Trovato - Chissà
- Irene Fargo - Ma quando sarà
- Massimo Bizzarri con Riccardo Cocciante - Trastevere '90
- Matia Bazar - L'amore non finisce mai
- Mietta - Sto senza te
- Nek - Jane
- Pierangelo Bertoli - Anni miei
- Rossana Casale - Difendi questo amore
- Stadio - Un disperato bisogno d'amore
- Tazenda - No potho reposare
- Vernice - Bughy

## Seconda edizione (1994)
La seconda edizione andò in onda in prima serata su Canale 5 il 4, il 5 e il 6 ottobre 1994. Conduttore fu Mike Bongiorno affiancato da Antonella Elia. A differenza della prima edizione gli artisti portavano in gara brani inediti ed erano suddivisi nelle sezioni "Big" e "Giovani". I Big accedevano direttamente alla finale, mentre della categoria Giovani passavano solo i più votati i quali durante la terza serata concorrevano insieme ai Big per la vittoria. Il programma suscitò le ire di Pippo Baudo, che proibì la partecipazione al Festival di Sanremo 1995 (del quale era il direttore artistico) a tutti gli artisti che avevano preso parte al Festival italiano 1994. Ospiti furono Naomi Campbell, Gianni Morandi e i Pooh. Vincitore risultò Sal da Vinci con il brano Vera davanti a Nek e Fausto Leali.

### Finalisti
- Alberto Castagna e Marco Columbro - Le voci del cuore
- Bungaro - Tutto d'un fiato
- Cristiano De André - Cose che dimentico
- Daniele Fossati - Liberi
- Dionira - Voglio te
- Enrico Boccadoro - Stanno amandosi
- Fausto Leali - Niente di te
- Franco Fasano - Anch'io
- Gianni Bella & Vocalists - Non rubare
- Jo Squillo - Potresti essere tu
- Luca Madonia - Moto perpetuo
- Mariella Nava - Esco di scena
- Mia Martini - Viva l'amore
- Mietta - È di nuovo gennaio
- Nek - Angeli nel ghetto
- Riccardo Fogli - Quando sei sola
- Sal da Vinci - Vera
- Silvia Cecchetti - Come un leopardo

### Non finalisti
- Angelo Messini - T'amo
- Farinei dla Brigna - Porti sfiga
- Leandro Barsotti - Mi piace
- Marcello Pieri - Il capitano
- Margherita - Lo voglio ribelle
- XXL - Professore